# 아이라군

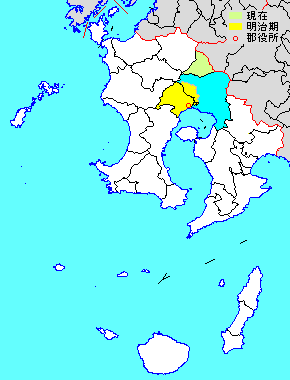
아이라 군의 위치

아이라군(일본어: 姶良郡, あいらぐん)은 일본 가고시마현의 군이다. 713년의 오스미국 설치 때부터 존재한 4군의 하나이다.
인구 8,368명, 면적 144.29km², 인구밀도 58명/km².(2025년 3월 1일, 추계인구)
이하 1정으로 구성된다.
- 유스이정(湧水町)

현재 "아이라 지역"이라고 하는 경우는 기리시마시와 아이라시를 포함한다.

## 역사
- 2005년 3월 22일 - 구리노정·요시마쓰정이 합병해 유스이정이 성립하였다.
- 2005년 11월 7일 - 하야토정·후쿠야마정·기리시마정·미조베정·요코카와정·마키조노정이 고쿠부시와 합병해 기리시마시가 성립, 군에서 이탈하였다.
- 2010년 3월 23일 - 아이라정·가지키정·가모정이 합병해 아이라시가 성립, 군에서 이탈하였다.

틀:오스미국의 군